# Prismano
Il prismano, nome sistematico [3]prismano o triprismano, è un idrocarburo tetraciclico alifatico di formula (CH)6. Deve il suo nome al fatto che i 6 atomi di carbonio dello scheletro sono disposti ai vertici di un prisma triangolare; in quanto tale rappresenta il più semplice dei prismani, una classe di idrocarburi facente parte della classe più ampia dei poliedrani. La disposizione geometrica risultante ha simmetria molecolare D3h.
Albert Ladenburg propose erroneamente questa struttura per il benzene. Il composto fu sintetizzato in laboratorio solo nel 1973.

## Proprietà
Il prismano è un isomero del benzene (D6h) avente però una stabilità molto minore e una reattività molto maggiore e nettamente differente da quest'ultimo. Del benzene rappresenta anche un isomero di valenza, in quanto può essere convertito in esso direttamente, ad esempio tramite reazioni pericicliche di fotolisi.
Gli angoli CCC di 60° nelle facce triangolari e 90° in quelle quadrate, sono molto distanti dall'angolo tetraedrico (109,5°), cioè quello ideale per il carbonio saturo e questo fa sì che la molecola sia in forte tensione (~ 90 kcal/mol) e quindi alquanto instabile, sebbene il suo derivato esametilsostituito (CMe)6, che è stato anch'esso ottenuto nel 1966, prima del prismano stesso, sia più stabile.
A temperatura ambiente si presenta come un liquido incolore incline ad esplodere.

## Sintesi
La sintesi parte dal benzvalene (1) e dal 4-feniltriazolidone, che è uno tra i più forti dienofili. La reazione è del tipo Diels-Alder, ma stadi, che comporta la formazione di un carbocatione come intermedio. L'addotto (2) è poi idrolizzato e successivamente trasformato in un sale di rame(II). Dopo neutralizzazione con una base forte, l'azocomposto (3) può essere cristallizzato con una resa del 65%. L'ultimo passaggio prevede una fotolisi dell'azo composto. Questa fotolisi porta alla formazione di un biradicale che decomponendosi forma il prismano (4) e azoto, con una resa inferiore al 10%. Il prismano viene poi isolato tramite gascromatografia preparativa.